# Erodium aureum
Erodium aureum är en näveväxtart som beskrevs av Carolin. Erodium aureum ingår i släktet skatnävor, och familjen näveväxter. Inga underarter finns listade i Catalogue of Life.